# Мелиевые
Мелиевые (лат. Meliaceae) — семейство двудольных цветковых растений, входящее в порядок Сапиндоцветные. Его представители в основном деревья и кустарники, но есть и несколько травянистых растений.
Это — растения с перистыми листьями без прилистников и двуполыми цветками, собранными в метёлки, сложные зонтики или кисти. Большинство видов — вечнозелёные растения, но имеются и листопадные, сбрасывающие свою листву в сухой сезон или на зиму. Семейство включает в себя около 50 родов и 550 видов, распространённых в основном в тропических областях. Представители рода Туна распространены в регионах с умеренным климатом: Северный Китай, Южная и Юго-Восточная Австралия. Представители рода Мелия могут расти ещё дальше к северу.

## Использование
Лангсат (Lansium domesticum) и Сантол (Sandoricum koetjape) культивируются во многих тропических странах ради их съедобных плодов. Азадирахта индийская (Azadirachta indica) имеет разнообразное медицинское использование и служит источником инсектицидов. Другие представители семейства дают жирные и эфирные масла, алкалоиды (карапин, нарегамин и др.), ценную древесину и т. д.

## Роды
- Aglaia Lour. — Аглайя
- Anthocarapa Pierre
- Aphanamixis Blume
- Astrotrichilia (Harms) T.D.Penn. & Styles — Астротрихилия
- Azadirachta A.Juss. — Азадирахта
- Cabralea A.Juss.
- Calodecaryia J.-F.Leroy
- Capuronianthus J.-F.Leroy
- Carapa Aubl.
- Cedrela P.Browne — Цедрела
- Chisocheton Blume — Хизохетон
- Chukrasia A.Juss.
- Cipadessa Blume
- Dysoxylum Blume — Дизоксилюм
- Ekebergia Sparrm.
- Entandrophragma C.DC. — Энтандрофрагма
- Guarea F.Allam. — Гуарея
- Heckeldora Pierre
- Heynea Roxb. ex Sims
- Humbertioturraea J.-F.Leroy
- Khaya A.Juss. — Хайя
- Lansium Corrêa — Лансиум
- Lepidotrichilia (Harms) J.-F.Leroy
- Lovoa Harms — Ловоа
- Malleastrum (Baill.) J.-F.Leroy
- Melia L. — Мелия
- Munronia Wight
- Neobeguea J.-F.Leroy
- Nymania Lindb. — Нимания
- Owenia F.Muell.
- Pseudobersama Verdc.
- Pseudocedrela Harms
- Pterorhachis Harms
- Reinwardtiodendron Koord.
- Ruagea H.Karst.
- Sandoricum Cav.
- Schmardaea H.Karst.
- Soymida A.Juss.
- Sphaerosacme Wall. ex M.Roem.
- Swietenia Jacq. — Свитения
- Synoum A.Juss.
- Toona (Endl.) M.Roem. — Туна
- Trichilia P.Browne — Трахилия
- Turraea L. — Туррея
- Turraeanthus Baill.
- Vavaea Benth. — Вавея
- Walsura Roxb.
- Xylocarpus J.Koenig — Ксилокарпус